# تشارلي موران
تشارلي موران (بالإنجليزية: Charley Moran)‏ هو لاعب كرة قاعدة أمريكي، ولد في 22 فبراير 1878 في ناشفيل في الولايات المتحدة، وتوفي في 14 يونيو 1949 في هورس كيف في الولايات المتحدة.

## وصلات خارجية
- تشارلي موران على موقعبيزبول رفرنس.كوم (الدوري الرئيسي) (الإنجليزية)
- تشارلي موران على موقعبيزبول رفرنس.كوم (الدوري الثانوي) (الإنجليزية)